# Omphisa fuscidentalis
Omphisa fuscidentalis is een vlinder uit de familie van de grasmotten (Crambidae), uit de onderfamilie van de Spilomelinae. De wetenschappelijke naam van deze soort is voor het eerst voorgesteld als Chilo fuscidentalis door George Francis Hampson in een publicatie uit 1896.
Bepaalde bevolkingsgroepen in Noordoost-India beschouwen de rupsen van deze soort als een delicatesse.

## Verspreiding
De soort komt voor in India (Sikkim), Myanmar, Laos en Thailand.

## Waardplanten
De rups leeft op diverse soorten bamboe (Poaceae) waaronder Dendrocalamus membranaceus, Dendrocalamus hamitonii, Bambusa nutans, Bambusa blumeana, Gigantochloa albociliata.